# Open Bogotá
Open Bogotá (nombrado oficialmente por motivos de patrocinio Directv Open Bogotá, anteriormente: Open Seguros Bolívar) es un torneo para tenistas profesionales jugado en canchas de tierra batida al aire libre y se ha celebrado en Bogotá, Colombia desde 2007. El torneo no se celebró en 2014, sino que regresó al Challenger Tour en 2015. El evento también se celebró en el Circuito Femenino de la ITF y de 2008 a 2011 el torneo tuvo premios de $ 25,000. También se celebró un torneo femenino de $ 100,000 + H en 2014. Después de su última edición en 2017 volvió a celebrarse en 2021, la edición 2022 está confirmada por la ATP del 4 al 11 de julio.

## Palmarés

### Individuales femeninos
| Año     | Campeona           | Finalista                    | Resultado          |
| ------- | ------------------ | ---------------------------- | ------------------ |
| 2014    | Lara Arruabarrena  | Johanna Larsson              | 6–1, 6–3           |
| 2013–12 | No celebrado       | No celebrado                 | No celebrado       |
| 2011    | Mariana Duque (2)  | María Fernanda Álvarez Terán | 7–6(8–6), 4–6, 6–3 |
| 2010    | Paula Ormaechea    | Julia Cohen                  | 7–5, 6–1           |
| 2009    | Marina Giral Lores | María Fernanda Álvarez Terán | 1–6, 6–4, 6–3      |
| 2008    | Mariana Duque      | María Fernanda Álvarez Terán | 6–0, 6–4           |
| 2007    | Viky Núñez Fuentes | Ingrid Várgas Calvo          | 7–5, 6–2           |

### Dobles femeninos
| Año     | Campeonas                                 | Finalistas                                | Resultado        |
| ------- | ----------------------------------------- | ----------------------------------------- | ---------------- |
| 2014    | Lara Arruabarrena Florencia Molinero      | Melanie Klaffner Patricia Mayr-Achleitner | 6–2, 6–0         |
| 2013–12 | No celebrado                              | No celebrado                              | No celebrado     |
| 2011    | Andrea Gámiz (2) Adriana Pérez            | Julia Cohen Andrea Koch Benvenuto         | 6–3, 6–4         |
| 2010    | Andrea Gámiz Paula Ormaechea              | Mailen Auroux Karen Castiblanco           | 5–7, 6–4, [10–8] |
| 2009    | Karen Castiblanco Paula Zabala            | Maria Fernanda Alves Nicole Clerico       | 1–6, 6–1, [10–7] |
| 2008    | Mariana Duque Viky Núñez Fuentes (2)      | Mailen Auroux Nicole Clerico              | 6–3, 6–4         |
| 2007    | Gabriela Mejía Tenorio Viky Núñez Fuentes | Hannah Berner Nataly Yoo                  | 6–0, 6–1         |

### Individuales masculinos
| Año       | Campeón                | Finalista          | Resultado          |
| --------- | ---------------------- | ------------------ | ------------------ |
| 2024      | Facundo Mena           | Mateus Alves       | 6–4, 7–5           |
| 2023      | Thiago Agustín Tirante | Gustavo Heide      | Walkover           |
| 2022      | Juan Pablo Ficovich    | Gerald Melzer      | 6–1, 6–2           |
| 2021      | Gerald Melzer          | Facundo Mena       | 6–2, 3–6, 7–6(5)   |
| 2018-2020 | No celebrado           | No celebrado       | No celebrado       |
| 2017      | Marcelo Arévalo        | Daniel Elahi Galán | 7–5, 6–4           |
| 2016      | Facundo Bagnis         | Horacio Zeballos   | 3–6, 6–3, 7–6(7–4) |
| 2015      | Eduardo Struvay        | Paolo Lorenzi      | 6–3, 4–6, 6–4      |
| 2014      | No celebrado           | No celebrado       | No celebrado       |
| 2013      | Víctor Estrella        | Thomaz Bellucci    | 6–2, 3–0, retiro   |
| 2012      | Alejandro Falla        | Santiago Giraldo   | 7–5, 6–3           |
| 2011      | Feliciano López        | Carlos Salamanca   | 6–4, 6–3           |
| 2010      | Robert Farah           | Carlos Salamanca   | 6–3, 2–6, 7–6(7–3) |
| 2009      | Marcos Daniel          | Horacio Zeballos   | 4–6, 7–6(7–5), 6–4 |
| 2008      | Mariano Puerta         | Ricardo Hocevar    | 7–6(7–2), 7–5      |
| 2007      | Carlos Salamanca       | Thomaz Bellucci    | 4–6, 6–3, 6–2      |
| 2006      | Santiago Giraldo       | Bruno Echagaray    | 6–3, 1–6, 6–2      |
| 2005      | Marcos Daniel          | Jean-Julien Rojer  | 6–4, 6–4           |

### Dobles masculinos
| Año       | Campeones                                 | Finalistas                              | Resultado                             |
| --------- | ----------------------------------------- | --------------------------------------- | ------------------------------------- |
| 2024      | Finn Reynolds Matías Soto                 | Benjamin Lock João Lucas Reis da Silva  | 6–3, 6–4                              |
| 2023      | Renzo Olivo Thiago Agustín Tirante        | Guillermo Durán Orlando Luz             | 7–6(6), 6–4                           |
| 2022      | Nicolás Mejía Andrés Urrea                | Ignacio Monzón Gonzalo Villanueva       | 6–3, 6–4                              |
| 2021      | Nicolás Jarry Roberto Quiroz              | Nicolás Barrientos Alejandro Gómez      | 6–7(4), 7–5, [10–4]                   |
| 2018-2020 | No celebrado                              | No celebrado                            | No celebrado                          |
| 2017      | Marcelo Arévalo Miguel Ángel Reyes-Varela | Nikola Mektić Franko Škugor             | 6–3, 3–6, [10–6]                      |
| 2016      | Marcelo Arévalo Sergio Galdós             | Ariel Behar Gonzalo Escobar             | 6–4, 6–1                              |
| 2015      | Julio Peralta Horacio Zeballos            | Nicolás Barrientos Eduardo Struvay      | 6–3, 6–4                              |
| 2014      | No celebrado                              | No celebrado                            | No celebrado                          |
| 2013      | Juan Sebastián Cabal Alejandro González   | Nicolás Barrientos Eduardo Struvay      | 6–3, 6–2                              |
| 2012      | Marcelo Demoliner Víctor Estrella         | Thomas Fabbiano Riccardo Ghedin         | 6–4, 6–2                              |
| 2011      | Treat Conrad Huey Izak van der Merwe      | Juan Sebastián Cabal Robert Farah       | 7–6(7–3), 6–7(5–7), [7–2], incumplido |
| 2010      | Juan Sebastián Cabal Robert Farah         | Víctor Estrella Alejandro González      | 7–6(8–6), 6–4                         |
| 2009      | Sebastián Prieto Horacio Zeballos         | Marcos Daniel Ricardo Mello             | 6–4, 7–5                              |
| 2008      | Xavier Malisse Carlos Salamanca           | Juan Sebastián Cabal Michael Quintero   | 6–1, 6–4                              |
| 2007      | Brian Dabul Santiago González             | Pablo González Leonardo Mayer           | 6–2, 6–2                              |
| 2006      | Daniel Garza Michael Quintero             | Rogério Dutra da Silva Martin Vilarrubi | 7–6(8–6), 6–4                         |
| 2005      | Brian Dabul Marcelo Melo                  | Marcos Daniel Santiago González         | 6–4, 6–4                              |